# Acq
Acq (flämisch: As) ist eine französische Gemeinde mit 790 Einwohnern (Stand 1. Januar 2022) im Département Pas-de-Calais in der Region Hauts-de-France. Sie gehört zum Arrondissement Arras und zum Kanton Arras-1.

## Lage
Die Gemeinde Acq liegt am Oberlauf der Scarpe, elf Kilometer nordwestlich von Arras. Nachbargemeinden von Acq sind Camblain-l’Abbé im Nordwesten, Villers-au-Bois im Norden, Frévin-Capelle im Westen, Mont-Saint-Éloi im Osten sowie Haute-Avesnes im Süden.

## Bevölkerungsentwicklung
| Jahr                       | 1962 | 1968 | 1975 | 1982 | 1990 | 1999 | 2006 | 2012 | 2022 |
| Einwohner                  | 394  | 413  | 412  | 457  | 511  | 502  | 456  | 691  | 790  |
| Quellen: Cassini und INSEE |      |      |      |      |      |      |      |      |      |

## Sehenswürdigkeiten
- Kirche Saint-Géry aus dem 16. Jahrhundert

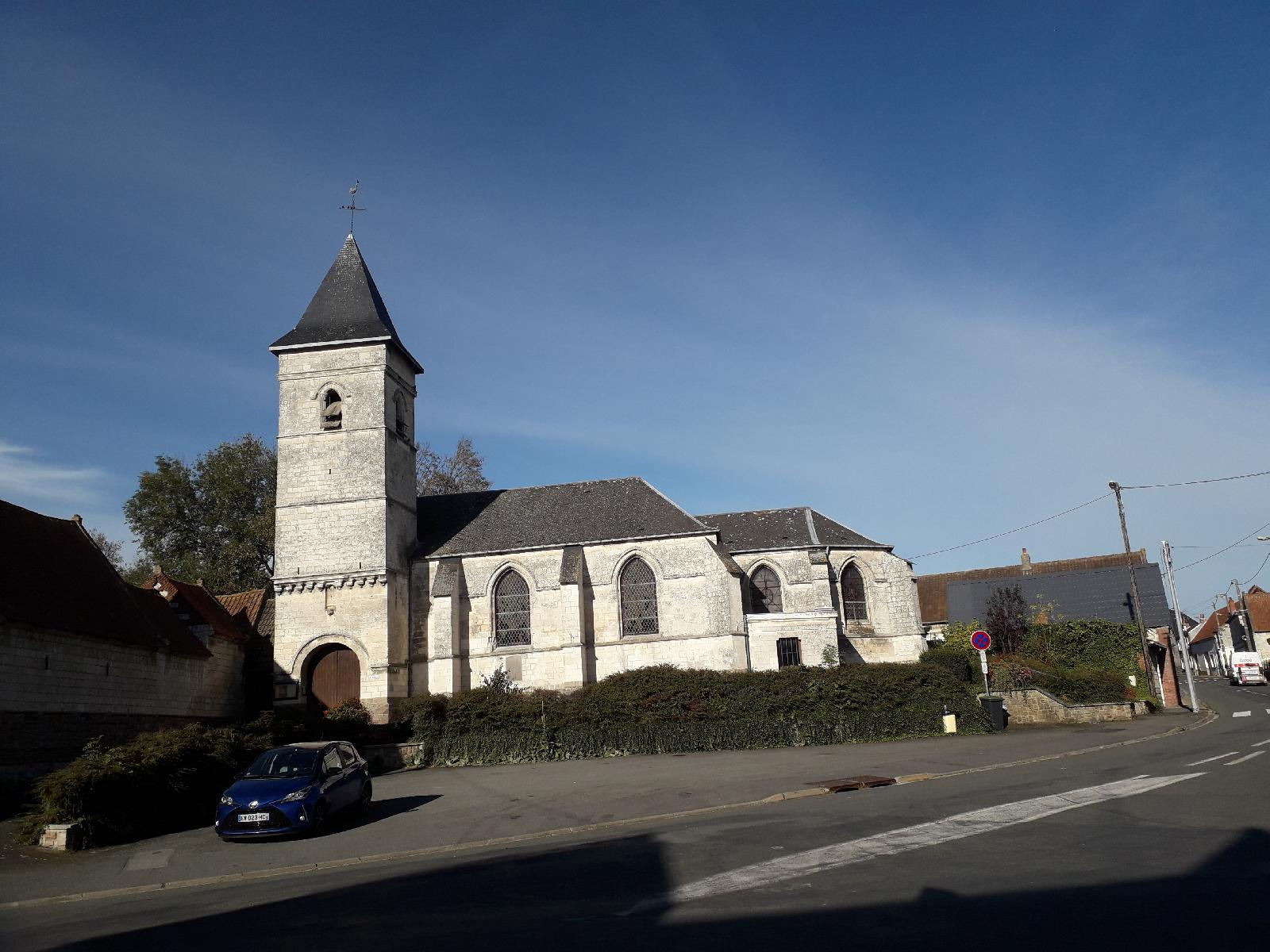
Kirche Saint-Géry
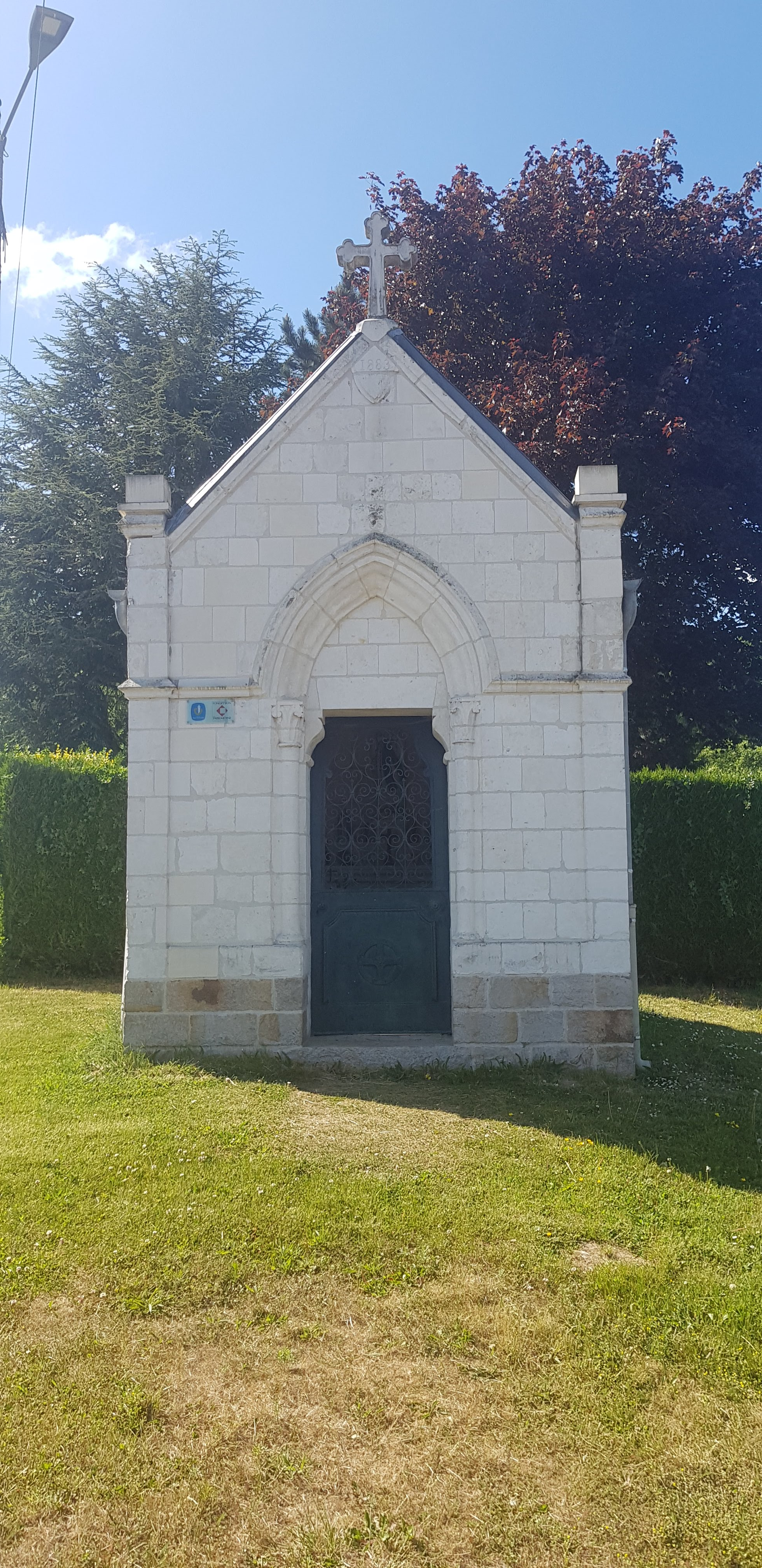
Kapelle Notre-Dame de Lourdes
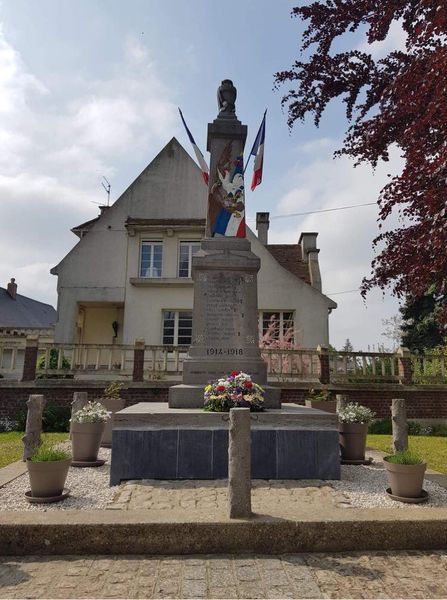
Gefallenendenkmal